# Ishii Jūji
Ishii Jūji (石井 十次?) (Takanabe, Japón, 5 de mayo de 1865-30 de enero de 1914) fue un filántropo japonés, pionero en la asistencia social en el país, conocido como «el padre del bienestar infantil». Su labor en la creación del primer orfanato en Japón, el Orfanato de Okayama, así como su enfoque innovador en la educación y el cuidado infantil, sentaron las bases para el desarrollo de la asistencia social moderna en Japón. A lo largo de su vida, Ishii mostró un profundo compromiso con el bienestar de los niños huérfanos y vulnerables, proporcionando refugio, educación y oportunidades de desarrollo personal a más de dos mil niños.
El contexto en el que creció Ishii estuvo marcado por valores confucianos y principios éticos que fomentaban el respeto por los mayores y la ayuda mutua, influyendo en su carácter y su posterior dedicación a la asistencia social. Se formó en diversas escuelas locales antes de estudiar en Tokio, aunque su salud le obligó a regresar a su región natal. A pesar de las dificultades personales y las adversidades, su determinación y fe cristiana guiaron su labor humanitaria. Su legado continúa vivo en la organización que fundó, que sigue trabajando en el ámbito del bienestar infantil en Japón, en la Asociación Conmemorativa de Ishii Jūji Kinen Yūaisha y en la influencia de su obra en el bienestar infantil.

## Biografía

### Orígenes y educación
Ishii nació en el seno de una familia samurái como el hijo mayor, mostrando desde una edad temprana interés por la educación. Estudió en la Escuela Shimada de Takanabe y luego en Miyazaki; más tarde ingresó a la Escuela Secundaria y Preparatoria Kōgyokusha en Tokio. Aunque inicialmente aspiraba a convertirse en oficial naval, su salud frágil le llevó a renunciar a esta meta y posteriormente a cambiar su enfoque hacia la sociología y la medicina, inscribiéndose en la Escuela de Medicina de Okayama en 1882. Durante una convalecencia conoció al doctor Hagiwara Momopei, quien lo introdujo al cristianismo; se bautizó en la Iglesia Cristiana de Okayama bajo la guía del pastor Kanamori Michitomo.
Su conversión al cristianismo en 1884 fue un factor determinante que lo llevó a enfocarse en la caridad y el apoyo a huérfanos. Durante su formación, Ishii tuvo un encuentro decisivo con una madre y su hijo en condiciones de pobreza extrema, lo que marcó el inicio de su dedicación a la asistencia social.

### Fundación del Orfanato de Okayama
En 1887, Ishii acogió a su primer huérfano y enmarcó la educación como instrumento de salvación y autosuficiencia, más allá de la caridad meramente asistencial. Ishii fundó la Asociación de Educación para Huérfanos en Okayama, la cual evolucionaría hasta convertirse en el Orfanato de Okayama, albergando a sus primeros niños en un templo budista. Ese mismo año inició la publicación del Nuevo Boletín del Orfanato de Okayama para divulgar las necesidades y actividades del orfanato.
Su labor comenzó con solo tres niños, pero tras decidir dedicarse por completo a la asistencia social en 1889, la organización creció considerablemente, llegando a albergar a más de mil doscientos niños en su apogeo. Ishii implementó un sistema de autosuficiencia y gestión sostenible en el orfanato, mejorando significativamente las condiciones de vida de los niños, especialmente tras el devastador terremoto de Nōbi en 1891, que lo llevó a acoger a más huérfanos afectados por el desastre.

### Métodos pedagógicos y vocación religiosa
Entre 1889 y 1893, influido por las obras de los predicadores George Müller y William Booth y del educador Johann Pestalozzi, introdujo talleres prácticos —imprenta, molino de arroz, carpintería— junto con instrucción académica, formando a los niños para la vida laboral y espiritual, integrando el trabajo manual en el currículo. En 1891, influido por el libro In Darkest England and the Way Out de Booth, reforzó la formación práctica y la visión de la educación como preparación para el «pueblo celestial».
En 1894, su encuentro con Emilio, o De la educación de Jean-Jacques Rousseau marcó un cambio: adoptó la «educación natural» como complemento a su fe, integrando ideales de autonomía infantil y contacto directo con la naturaleza en su propuesta pedagógica. Al año siguiente, aplicó estos principios eliminando el énfasis exclusivo en lo académico y reforzando la formación práctica en el orfanato.
Su visión se centró en la vocación religiosa: Ishii se consideraba llamado por Dios a rescatar y educar huérfanos, contraponiendo su misión a la ética protestante del trabajo de Max Weber y rechazando el lucro o el reconocimiento personal. Además, promovió la vocación religiosa como motor de transformación social.

### Actividades con el Ejército de Salvación y últimos años

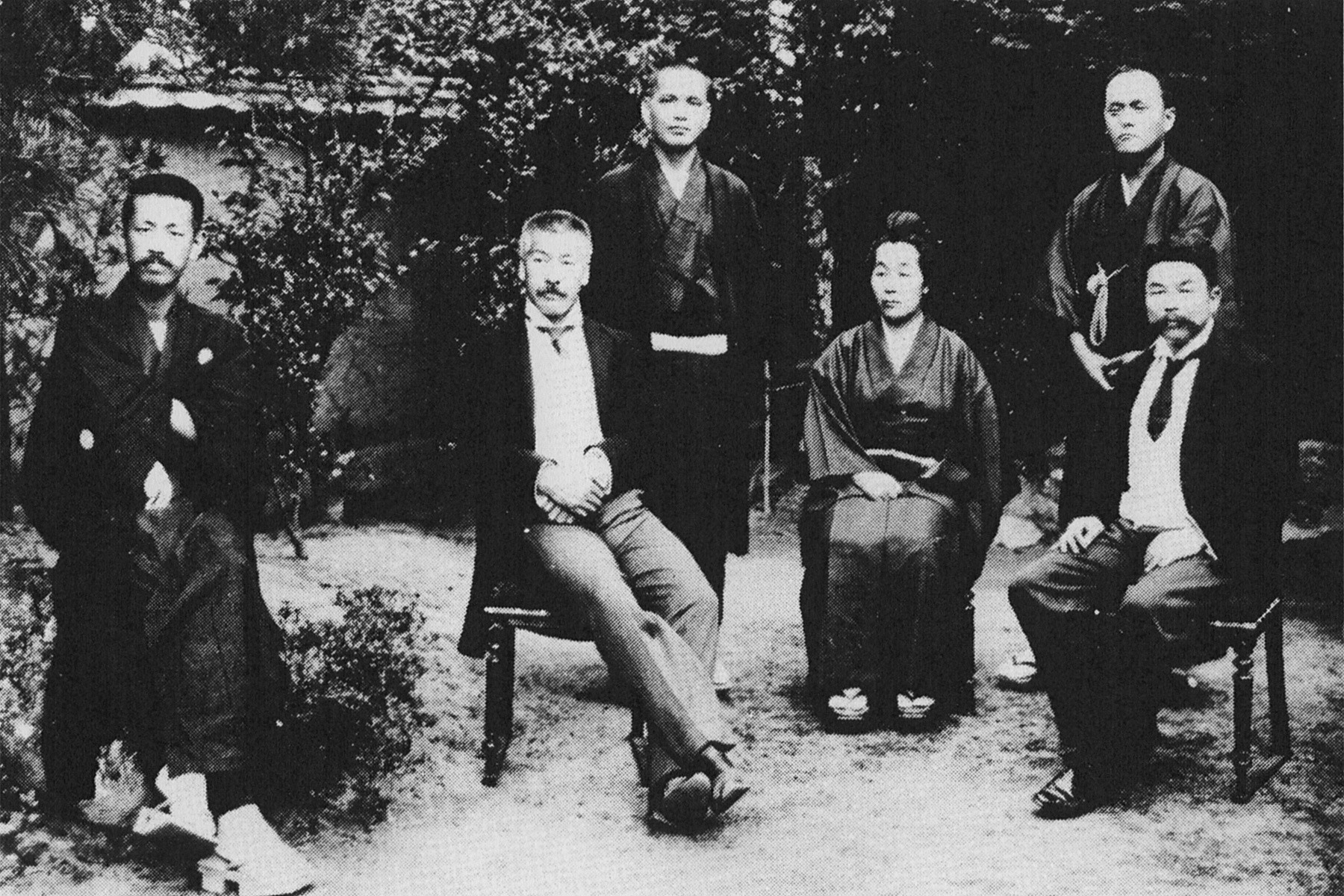
Ishii junto al empresario Magosaburō Ōhara, el escritor Tokutomi Sohō y otras personas en 1903

En febrero de 1893, se familiarizó con las prácticas del Ejército de Salvación a través de publicaciones; en mayo del mismo año leyó y discutió In Darkest England and the Way Out en Kioto. En octubre organizó en Okayama un Ejército de Salvación Oriental inspirado en el Ejército de Salvación británico, distribuyendo literatura religiosa y banderas con simbología de colores para marcar el pecado y la redención, y extendiendo ese modelo caritativo en las prefecturas de Gifu y Aichi.
Hacia el final de su vida, Ishii centró sus esfuerzos en la protección de mujeres y niños de clases bajas en entornos urbanos. En 1909, fundó varias instituciones en Osaka, como la Enfermería de Aizomebashi y la Escuela Nocturna de Aizomebashi, dedicándose a la asistencia social y la educación. En 1910 fundó Shintenkyo, una comunidad agrícola basada en ideales agrarios y fe cristiana; esta comunidad perduró hasta 1926.
Su enfoque innovador estableció un precedente en el ámbito del trabajo social en Japón. Ishii falleció el 30 de enero de 1914, a la edad de 48 años, dejando un legado que continúa inspirando a generaciones de trabajadores sociales en Japón.

## Reconocimientos
A lo largo de su vida, Ishii recibió numerosos reconocimientos por su labor en el ámbito social, siendo considerado un pionero en el trabajo social en Japón. Su impacto ha sido reconocido por instituciones gubernamentales y organizaciones no gubernamentales. En 1979, se inauguró el Salón Conmemorativo Ishii Jūji en su honor, un museo que preserva su legado y muestra los logros alcanzados durante su vida.
Su legado perdura en publicaciones periódicas como Okayama Kōjiin Shinpō y en varias biografías históricas, entre ellas Shintenki (1917) e Ishii Jūji Den (1934).
Ishii también dejó un legado significativo a través de obras documentales y artísticas. Se ha representado su vida en un kamishibai titulado La juventud de Ishii Jūji y en una película llamada Gracias, papá Ishii, que narra su dedicación al bienestar infantil. Estas obras han contribuido a la difusión de su mensaje y a la sensibilización sobre la importancia del bienestar infantil en Japón. El impacto de Ishii se manifiesta no solo en las instituciones que fundó, sino también en la forma en que su vida y trabajo continúan inspirando esfuerzos en la asistencia social y el bienestar infantil.